# Statenopvolging
Statenopvolging is het geheel aan regelingen rond oprichting van een nieuwe staat (de opvolgerstaat) die voortkomt uit een staat die voorheen erkend werd (de voorgangerstaat). Wanneer de opvolging van een staat door meerdere staten geschiedt, wordt van secessie gesproken. 
Statenopvolging is een heikel en fel omstreden punt in het internationaal recht waar staten het meer oneens dan eens zijn.
Onderwerpen die aan de orde zijn bij statenopvolging, zijn bijvoorbeeld:
- de erkenning van de nieuwe staat;
- de nationaliteit van zijn inwoners;
- de overname van rechten, plichten en eigendommen van de voorgangerstaat.

## Rechtsbronnen
De twee voornaamste verdragen die de statenopvolging regelen zijn het Verdrag van Wenen uit 1978 inzake statenopvolging met betrekking tot verdragen en het Verdrag van Wenen van 1983 met betrekking tot de staatseigendommen, archieven en sommen. 
Beide verdragen werden echter door de overgrote meerderheid van de statengemeenschap noch geratificeerd noch ondertekend, waardoor de statenpraktijk de belangrijkste rechtsbron vormt inzake statenopvolging. De impopulariteit van de twee voornoemde verdragen hebben hun impopulariteit juist te wijten aan hun niet-conformiteit met de statenpraktijk (bijvoorbeeld met betrekking tot de statenopvolging bij secessie: de statenpraktijk spreekt over een clean slate, terwijl het Verdrag van Wenen van 1978 gewag maakt van verdragscontinuïteit).

## Voorbeelden

### Sovjet-Unie
Een voorbeeld waar dit speelde, is de Sovjet-Unie die in 1991 uiteenviel, waarbij Rusland werd gezien als de opvolgerstaat in diplomatieke zin.

### Joegoslavië
Nadat vier van de zes deelrepublieken van de Socialistische Federale Republiek Joegoslavië zich in 1991 en 1992 afscheidden, werd de rompstaat omgedoopt tot de Federale Republiek Joegoslavië en verklaarde zij de voortzetting van de staat Joegoslavië te zijn – tegen de bezwaren van de nieuwe onafhankelijke republieken in. Vertegenwoordigers van Belgrado bleven de oorspronkelijke Joegoslavische zetel bij de Verenigde Naties behouden, maar de Verenigde Staten weigerden deze te erkennen. Het resterende grondgebied van de federatie bevatte minder dan de helft van de bevolking en het grondgebied van de voormalige federatie. Op 19 september 1992 besloot de VN-Veiligheidsraad per Resolutie 777, gevolgd door de Algemene Vergadering van de Verenigde Naties op 22 september, om de nieuwe federatie te verbieden in de Algemene Vergadering onder de naam "Joegoslavië" zitting te nemen. Dit op grond van de theorie dat de Socialistische Federale Republiek Joegoslavië 'heeft opgehouden te bestaan' en dat men opnieuw lidmaatschap bij de VN diende aan te vragen. De Federale Republiek Joegoslavië (later omgedoopt tot Servië en Montenegro) werd in 2000 toegelaten als nieuw lid van de Verenigde Naties; in 2006 verklaarde Montenegro de onafhankelijkheid en Servië bleef de zetel van de federatie.
Daarna werd Kosovo in 2008 onafhankelijk verklaard door de regering-Thaçi, waarbij opmerkelijk genoeg werd beweerd dat dit de laatste stap was in 'het proces van de gewelddadige ontbinding van Joegoslavië', dat echter al sinds 1992 niet meer zou hebben bestaan. In plaats van de internationale verplichtingen van Servië (voorlopig) over te nemen, noemde de onafhankelijkheidsverklaring – naast het Ahtisaariplan – expliciet en impliciet een aantal verdragen (waarbij de impliciete werden samengevat als 'de internationale wettelijke verplichtingen en principes van internationale gemeenschap die de relaties tussen staten markeren') waaraan de nieuwe staat zich zou gaan houden en een aantal internationale organisaties waarvan Kosovo het lidmaatschap zou nastreven.